# Brigada da Tempestade do Norte
A Brigada da Tempestade do Norte (em árabe: لواء عاصفة الشمال, translit. Liwa Asifat al-Shamal) é um grupo rebelde sírio formado em 2011 e com base em Azaz, no noroeste da Síria, perto da fronteira com a Turquia. Seu líder e outros membros do grupo costumavam ser contrabandistas provenientes da mesma cidade e de seus arredores antes da Guerra Civil Síria. O grupo, que mantém controle exclusivo da fronteira de Bab al-Salam, já foi acusado de estar se aproveitando da situação para praticar sequestro e tráfico.

## História
A Brigada da Tempestade do Norte foi responsável pelo sequestro de onze libaneses em 2012, tendo nove deles sido libertados apenas em 19 de outubro de 2013. O grupo lutou na Batalha de Azaz de 2012 e participou do cerco da base aérea de Menagh em meados de janeiro de 2013. Durante o cerco, o ex-líder do grupo, Ammar Ibrahim Dadikhi, foi gravemente ferido, o que resultou na perda de uma de suas pernas e, eventualmente, em sua morte. Ele foi sucedido pelo ex-líder político do grupo, Samir Amouri; no mesmo período, dois comandantes-sênior (Hadi Salo e Samir Akkash) também foram mortos, e alguns membros do grupo desertaram para outras facções rebeldes islâmicas.
O Estado Islâmico do Iraque e do Levante atacou Azaz em setembro de 2013, e com isso expulsou a Brigada da cidade. Samir Amouri reportadamente hava fugido para a Turquia, sendo então substituído pelo atual líder, Mahmoud Naddom. Sob seu comando, o grupo começou a desenvolver relações e a coordenar planos com outros rebeldes. Durante este período, eles tiveram base na cidade turca de Kilis.
Em 28 de fevereiro de 2014, o ISIS foi removido de Azaz por curdos e forças rebeldes, colocando a Brigada da Tempestade do Norte de volta ao poder.
Em 2 de março de 2014, a Brigada da Tempestade do Norte anunciou que iria se juntar à Frente Islâmica, sob a liderança da Brigada al-Tawhid.
A Brigada atua como a força policial local em Azaz, operando sob o Comitê da Charia, que por sua vez é operado pela Frente Islâmica.

## Capacidades militares
No início de 2015 a Brigada tinha cerca de 500 combatentes, incluindo vários curdos. A sede do grupo foi localizada em uma base militar no norte de Azaz, onde foi constatado que não dispunham de armamento pesado e viaturas, despertando críticas quanto à capacidade do grupo em servir como força de combate.